# Rhionaeschna multicolor
Rhionaeschna multicolor är en trollsländeart som först beskrevs av Hagen 1861.  Rhionaeschna multicolor ingår i släktet Rhionaeschna och familjen mosaiktrollsländor. Inga underarter finns listade i Catalogue of Life.

## Bildgalleri

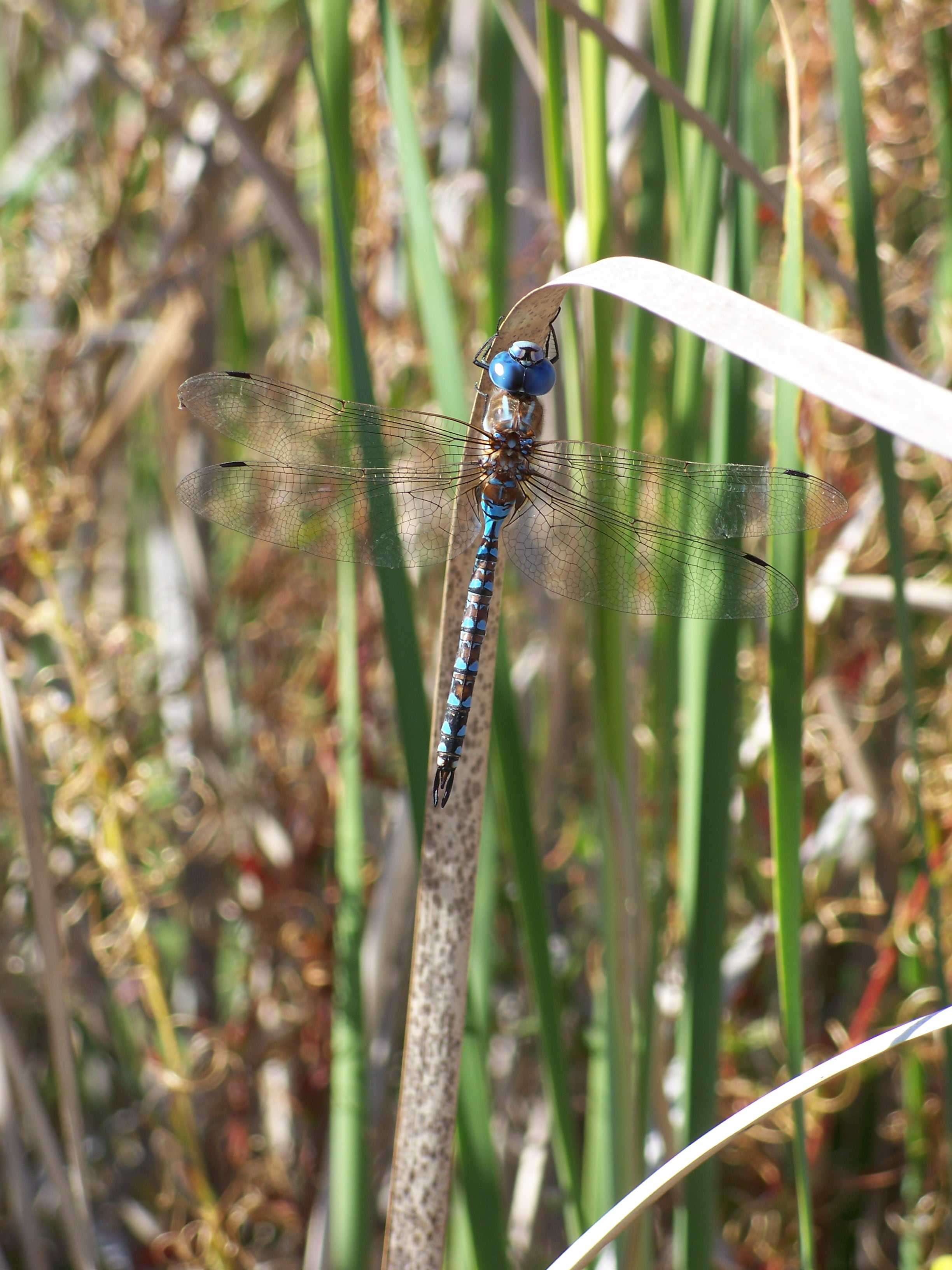
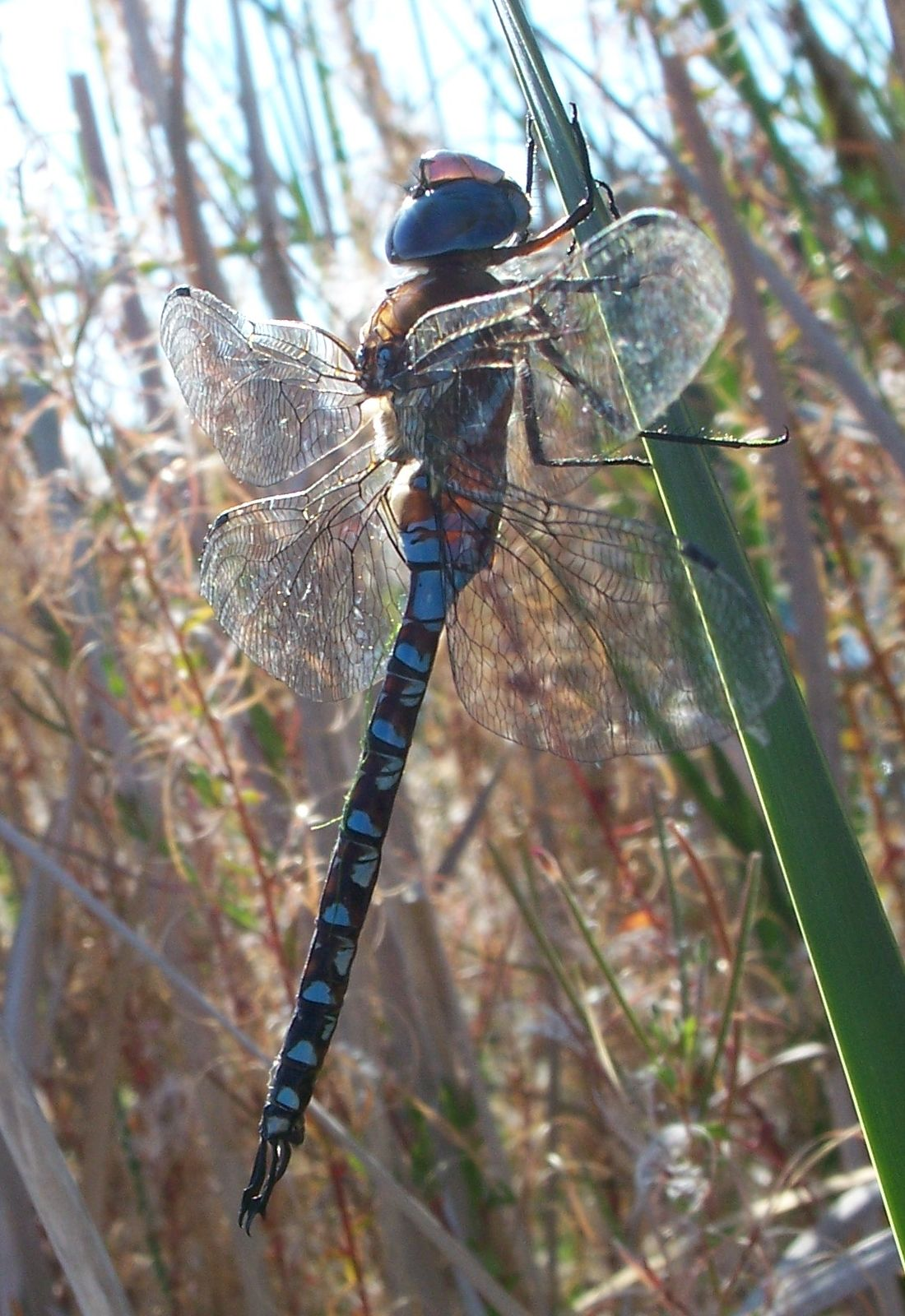
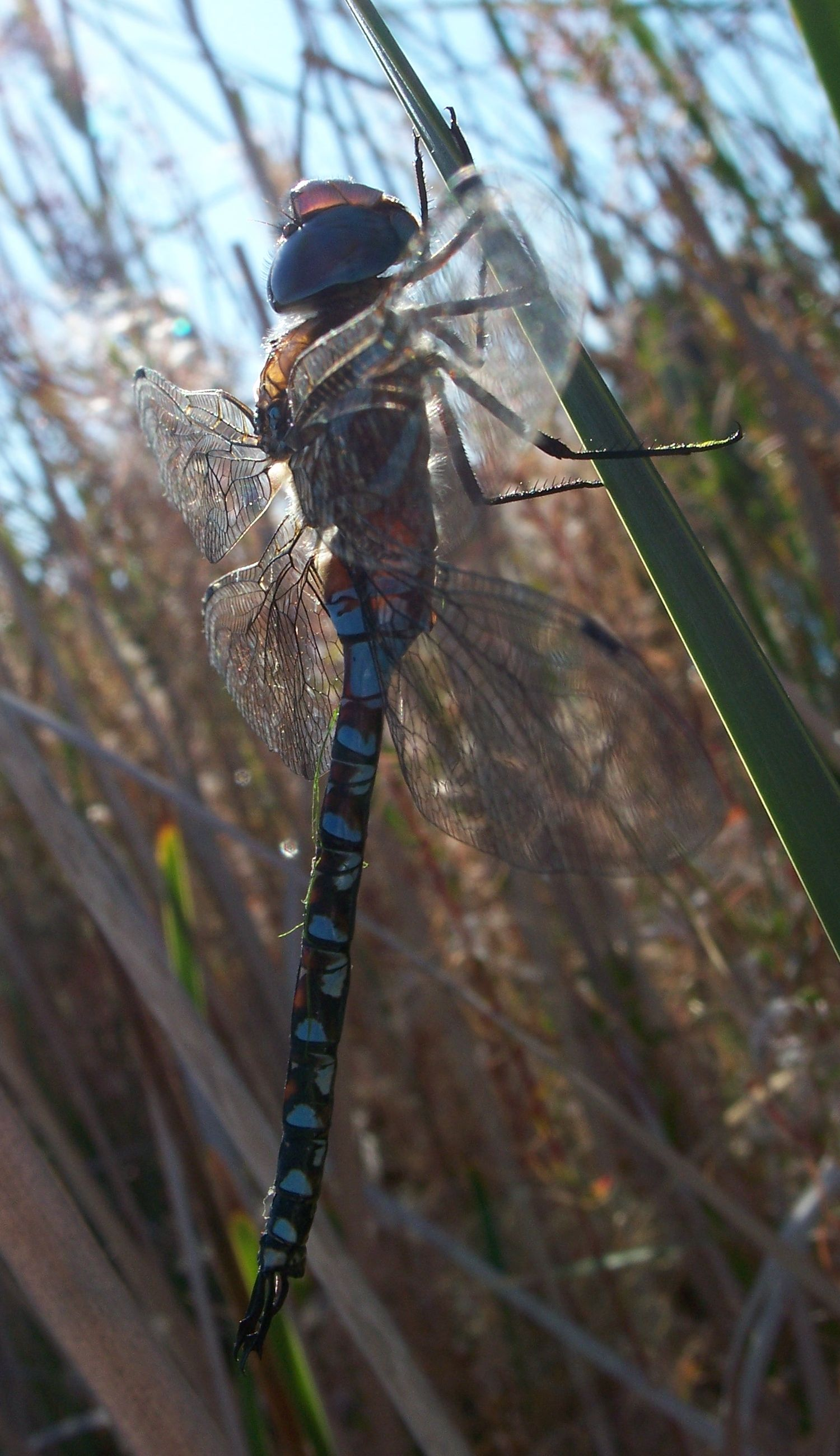
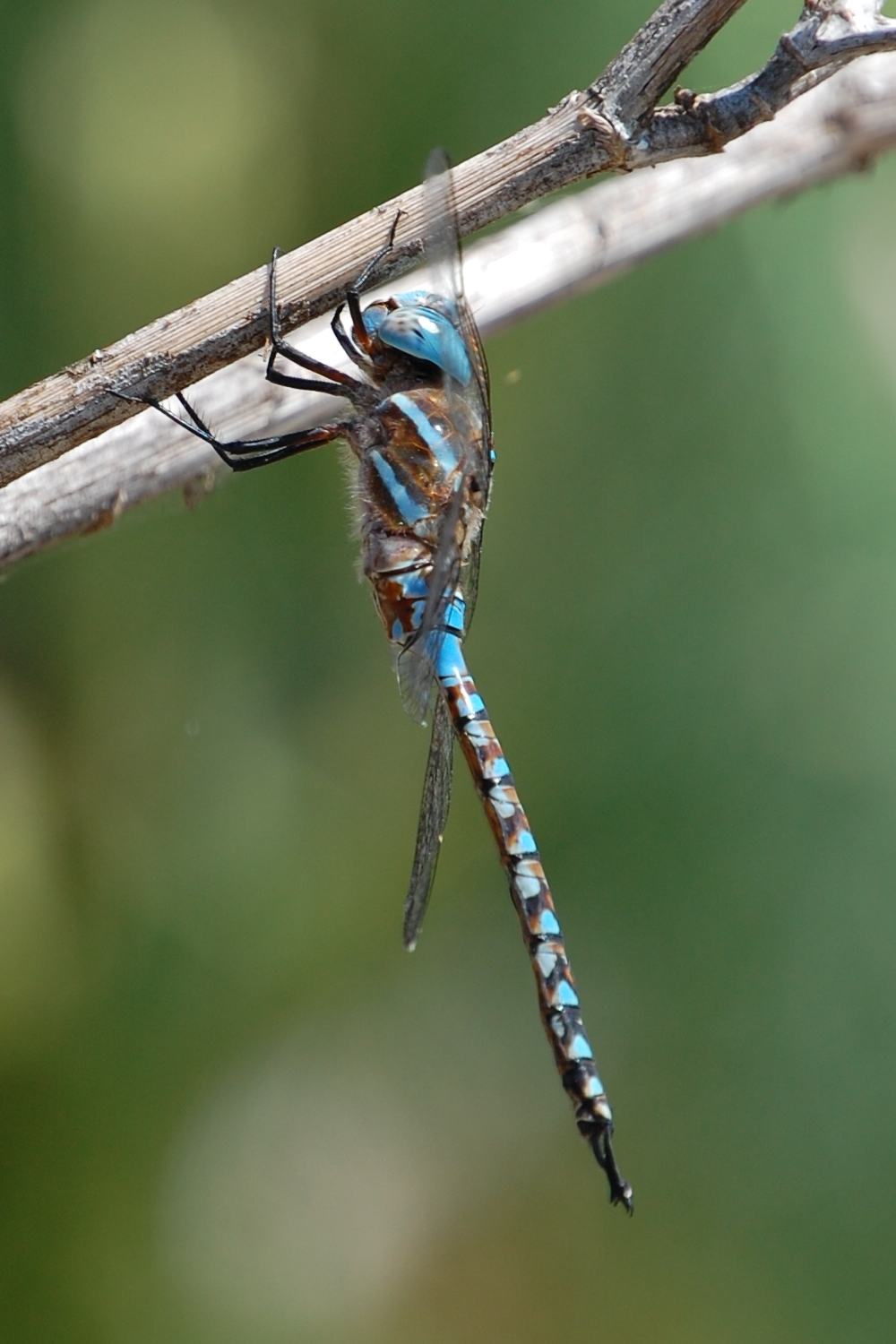